# Alexandru Zaharia
Alexandru Zaharia (n. 26 decembrie 1866, Slănic-Prahova – d. 20 octombrie 1938, București) a fost un chimist român.

## Biografie
A fost membru titular al Academiei de Științe din România începând cu 21 decembrie 1935.